# Traugott Bachmann
Traugott Bachmann (vollständiger Name: Johann Traugott Bachmann; * 25. August 1865 in Caana, Sachsen; † 27. Februar 1948 in Niesky, Sachsen) war ein deutscher Missionar der Herrnhuter Brüdergemeine in Tansania und gilt als „Pionier der missionarischen Inkulturation“.

## Leben
Bachmann arbeitete zuerst als Landwirt, dann besuchte er die Missionsschule der Herrnhuter Brüdergemeine. 1892 wurde er von dieser Missionsgesellschaft nach Rungwe, in den Südwesten Tansanias, nach Deutsch-Ostafrika gesandt, wo er den mit ihm gereisten und verstorbenen Georg Martin zu ersetzen hatte und dann im landwirtschaftlichen Bereich arbeitete. Ab 1894 unterrichtete er 30 freigekaufte Sklaven, um sie in die örtliche Gemeinschaft einzugliedern, was jedoch nur bei Kindern gelang. 1897 konnte er den ersten Afrikaner taufen, der Christ geworden war. 1899 gründete er die Station Mbozi im Gebiet der damals animistischen Ethnie der Nyika. Er versuchte ihre Gewohnheiten und Gebräuche zu verstehen, um den christlichen Glauben an ihre Kultur angepasst zu lehren. Seine Verkündigung, die geprägt war von Nikolaus Ludwig von Zinzendorf und Johann Christoph Blumhardt, wurde von Einheimischen positiv aufgenommen. Dadurch konnte er dort eine Kirchgemeinde ins Leben rufen, und er übersetzte bis 1913 das Neue Testament in die Nyika-Sprache. 1916 musste Bachmann seine Arbeit wegen des 1. Weltkriegs abbrechen und er wurde von den Briten interniert. Zusammen mit seiner Frau kehrte er anschließend nach Deutschland zurück, wo er als Prediger der Herrnhuter Brüdergemeine in Hessen und als Missionsagent tätig war. Seine fünf Kinder waren bereits in Deutschland, da sie in der Kolonie Kleinwelka aufgezogen und unterrichtet wurden, wie es für alle Missionarskinder üblich und zwingend war.

## Schriften
- Praktische Lösung missionarischer Probleme auf einem jungen Arbeitsfeld (Nyassagebiet, Deutsch-Ostafrika), Hans-Windekilde Jannasch, Herausgeber 1912.
- Ambilishiye – Lebensbild eines eingeborenen Evangelisten aus Deutsch-Ostafrika, 1917 und 1921.
- Nampoli – die letzten zwei Jahre einer Afrikanerin, Missionbuchhandlung, Herrenhut 1931.
- Ich gab manchen Anstoss, 1956, 1964 und 1976, S. 160–169.